# العجاية (قفل شمر)

تعديل مصدري - تعديل

العجاية هي إحدى قرى عزلة الدانعي بمديرية قفل شمر التابعة لمحافظة حجة، بلغ تعداد سكانها 341 نسمة حسب تعداد اليمن لعام 2004.